# Đeo chuông cho mèo

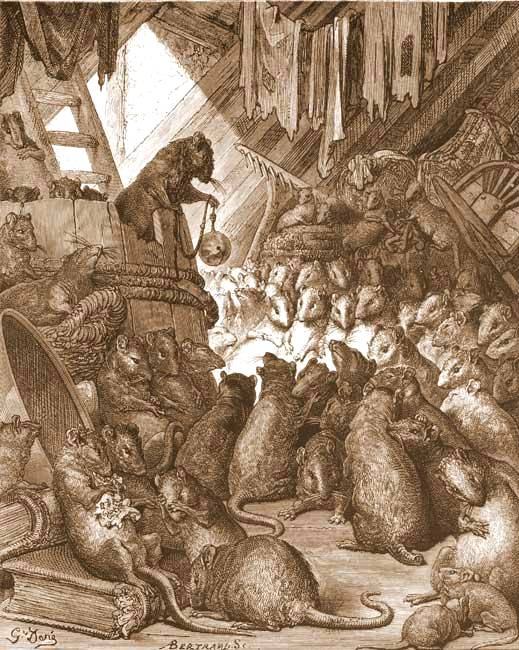
Tranh của Gustave Doré minh họa cho ngụ ngôn La Fontaine, c.1868

Đeo chuông cho mèo là một truyện ngôn của Aesop, nhưng nó không được ghi nhận lại trước thời Trung Cổ và dễ bị nhầm lẫn với chuyện The Cat and the Mice. Trong hệ thống truyện ngụ ngôn cổ của B. E. Perry, nó nằm ở số 613.

## Nội dung
Câu chuyện kể về một nhóm chuột lập kế đeo chuông cho mèo để khi nào mèo đến gần chúng thì biết để tránh. Các thành viên nhóm đều nhất trí và hỏi ai tình nguyện đeo cho mèo thế nhưng ai cũng tránh né. Qua câu chuyện dạy ta bài học để đời muốn đạt được một điều gì đó không chỉ phải nói suông là được mà còn phải hành động.
Từ câu chuyện dẫn đến thành ngữ đeo chuông cho mèo, nghĩa là phải cố gắng, hay chấp nhận làm, khó khăn không làm khó được.
Trong lịch sử đây là biệt danh của nhà quý tộc Scotland, Archibald Douglas, 5th Earl of Angus. Năm 1482,tại một cuộc họp dành cho giới quý tộc những người muốn hạ bệ và treo những thứ yêu thích của James III, Robert Cochrane, Lord Gray nói, Tis well said, but wha daur bell the cat? Thử thách được chấp nhận và thực hiện thành công bởi. Sau sự kiện ông mang biệt danh này.
Bộ sưu tập truyện ngụ ngôn tiếng Anh cho truyện ngụ ngôn Aesop đến từ năm 1687 của Francis Barlow; trong đó có mảnh gỗ và tiếp đó là 10 dòng chữ vắn tắt của Aphra Behn
Good council's easily given, but the effect

Oft renders it uneasy to transact.